# Naakt zanddraadje
Het naakt zanddraadje (Grania postclitellochaeta) is een ringworm uit de familie van de Enchytraeidae. De wetenschappelijke naam van de soort werd in 1935, als Michaelsena postclitellochaeta, voor het eerst geldig gepubliceerd door Knöllner.